# Otto II av Bayern
Otto II av Bayern, född 1206, död 1253, var regerande hertig av Bayern från 1231 till 1252. 